# Planescape: Torment
Planescape: Torment — рольова відеогра, розроблена студією Black Isle та видана Interplay у 1999 році. Дія гри відбувається в одному із найбільш незвичних світів на основі настільної рольової гри Advanced Dungeons & Dragons — Planescape. На чолі команди розробників з Black Isle Studios стояв Кріс Авеллон.
Акцент робиться на спілкуванні з персонажами сюжетної лінії та особливій атмосфері світу, а не боях, що відрізняє «Planescape: Torment» від більшості рольових відеоігор. Незважаючи на порівняно невеликий продаж (400 тис. копій, за заявою розробників), гра стала культовою. «Planescape: Torment» підіймає теми провини, спокутування, втрати і пошуків самого себе, значущості сприйняття реальності і важливості само-розуміння.
Головний герой гри — Безіменний — загадковий безсмертний, не пам'ятає ні хто він, ні що з ним сталося, ні навіть свого імені. У ролі Безіменного, гравець подорожує різними світами в надії відкрити таємницю, що оточує його минуле, сьогодення і відповісти на питання, чому він не може померти.

## Стиль
Незвичайний ігровий світ виділяє «Planescape: Torment» серед інших рольових відеоігор, дія яких відбувається у просторі звичного фентезі. Гра намагається уникати шаблонів, звичних гравцям, що знайомі з іншими іграми цього жанру. Так, у Torment «стандартну» фентезійну екіпіровку замінено сережками, татуюваннями, можливістю «замінити» собі око чи палець тощо; тут простіше битися власною відірваною рукою, аніж знайти доброго меча (а броні та метальної зброї фактично немає). Тут не потрібно рятувати світ від чергового злодія, а заступатися за «слабких і скривджених» можна тільки за власним бажанням. За всю гру необхідно перемогти в бою лише чотирьох істот, що, втім, не заважає стати на шлях руйнування і знищувати все, що трапляється гравцеві на шляху.
У грі втілено думку, що коли досить багато людей щиро у щось вірять, то це стає реальністю. Наприклад, коли у Безіменного запитують його ім'я, він може назватися Аданом (Adahn). Якщо гравець скаже багатьом людям, що його звуть Адан, то «Адан» з'явиться, називаючись старим другом, хоча він ніколи раніше не існував. В одному зі своїх відновлених спогадів, Безіменний у суперечці переконує людину, що її насправді немає, і людина, втративши віру у власне існування, зникає. За сюжетом боги живуть лише емоціями вірних і вмирають за їх відсутності.

## Сюжет

Протагоніст на початку гри

Історія починається в Сигілі (Sigil) — «Місті Дверей» — із прокидання головного героя, Безіменного, (англ. The Nameless One) на операційному столі у морзі. До нього підлітає балакучий череп Морте (Morte) і повідомляє, що напис на спині Безіменного радить прочитати його щоденник і знайти якогось Фарода (Pharod). Безіменний вирушає на пошуки відповідей на два основних питання: чому він безсмертний і як йому знову стати смертним.
Всесвіт Planescape населено найрізноманітнішими і химерними істотами, він містить багато незвичайних місць і речей з різних Планів буття. Зокрема, сюжет приводить гравця до Авернусу — першого рівня упорядкованого пекла, Баатора; до Карцері — Плану-в'язниці для злодіїв і брехунів; до Лабіринту Пані Болі, «вагітної» алеї та багатьох інших місць.
Із перебігом гри, головний герой з'ясовує, що до того, як стати безсмертним, він зробив щось жахливе, і розкаявшись, вирішив, що всього життя не вистачить, аби це виправити. Бажаючи розв'язати цю дилему, він відшукав відьму Равель Заморочку (Ravel Puzzlewell), витвір Сірих Пусток, що шукає «вирішення загадок, які не слід вирішувати», і попрохав у неї безсмертя. Відьма була знаменита тим, що обіцяла виконати будь-яке бажання того, хто вирішить її улюблену загадку: «Що може змінити сутність людини?» (What can change the nature of the man?), а тих, хто не відповідав — як Сфінкс — вбивала. До того ніхто не міг правильно відповісти на це питання, на яке, власне, і не було правильної відповіді. Равелт просто любила ставити навколишніх у глухий кут, а потім знищувати. Але зустрівши Безіменного, вона сама для себе відповіла на це питання, тому що раптом закохалася. Равель відокремила від Безіменного його смертність, перетворивши головного героя на дві окремі особистості, але «щось у ритуалі пішло не так». Щоб перевірити дієвість свого чаклування, Равель тут же вбила Безіменного, щоби він заново ожив. Але виявилося, що він нічого не пам'ятає, зокрема і того, навіщо він став безсмертним, так само як і хто така Равель.
Головна мета гри — повернути Безіменному смертність, тому що з кожною його «смертю» психічний стан персонажа все більше погіршується — почуття провини за колишні помилки не залишає його, люди впізнають його на вулиці, звинувачуючи в найстрашніших гріхах, тут і там він виявляє сліди власних вчинків, але навіть не може згадати про те, як він всього цього досяг. Деякі з його друзів висловлюють страшне припущення, що одного разу Безіменний з'їде з глузду, і вже не зможе усвідомити необхідність що-небудь згадувати або ставати смертним.
Проте в процесі гри, в деяких діалогах з'ясовується, що це припущення не зовсім вірне. Один з персонажів дає зрозуміти Безіменному, що смерть сама собою не є причиною втрати пам'яті, оскільки втрата пам'яті відбувається не щоразу, коли Безіменний помирає. Безсмертний втрачає пам'ять лише у визначених, але ще невідомих обставинах.
Зрештою Безіменний дістається до Плану негативної матерії (Negative Material Plane), щоб зустріти свою втілену смертність, що називає себе Незрівняним (The Transcendent One).
Якщо Безіменний досить мудрий, він може переконати Незрівняного злитися з ним. Інший варіант — вчинити самогубство або погрожувати цим Незрівняному (проте треба ще дізнатися як це зробити). Якщо помре Безіменний, загине і Незрівняний. Нарешті, Безіменний може перемогти Незрівняного в бою (за допомогою товаришів або без них). Це також призводить до загибелі протагоніста, оскільки він пов'язаний зі своєю смертністю навіть після чаклунства Рейвел. У будь-якому випадку, Безіменного наздоганяє покарання за вчинені ним злочини, він гине, втілюється в пеклі (Бааторі), де триває нескінченна Війну Крові (Blood War).

## Персонажі
До складу команди головного героя може входити не більше шести персонажів одночасно.
Є чотири класи ігрових персонажів: воїн, маг (чаклун), крадій та клірик.
Харизма залежить не від класу, а лише від вчинків персонажа.
Значна роль належить також іншим, неігровим персонажам.

### Ігрові
Безіменний (Nameless One) — головний герой, вкритий шрамами, який не пам'ятає ні своє минуле, ні навіть власне ім'я. Гравцеві належить вирішити, ким стане Безіменний: магом, воїном чи крадієм (клас клірика для головного персонажа від початку гри обрати не можна); які друзі і вороги в нього з'являться; яким від буде: добрим чи злим. Відомі три втілення Безіменного в минулому:
- «Добре» втілення — найперше з усіх втілень, «справжній» Безіменний. Під час свого життя зробив якийсь страшний злочин, що приголомшив основи Буття. У страху перед неминучою відплатою, він вирішив відстрочити свою смерть на деякий час. Точніше, на вічність. Врешті-решт він розкаявся у скоєному і змирився зі своєю долею. Тільки він один знає своє справжнє ім'я.
- «Практичне» втілення — розумне і холоднокровне. Дізнавшись від своїх попередників про загадкових ворогів, що всюди його переслідують, використав свій незвичайний інтелект і повну свободу від моральних принципів у спробах нейтралізувати цю загрозу. Хоча всі його спроби і виявилися марними, але він далі за інших просунувся в цій боротьбі. Найчастіше, гравцю вдається подолати перешкоди на своєму шляху лише скориставшись тим, що створило його Практичне втілення.
- «Параноїдальне» втілення — Безіменний, що збожеволів. Має надприродну фізичну силу і витривалість. Втративши пам'ять як і всі попередні втілення, намагався зрозуміти, що відбувається. Зустрічаючи незнайомців, які впізнавали його, дійшов висновку, що інші втілення «вкрали» його тіло і життя. У своїй боротьбі з «злодіями» він зруйнував багато створеного своїм Практичним втіленням та вбив багатьох істот, знайомих з колишніми втіленнями Безіменного, через що отримав славу «божевільного м'ясника».

Морт зубоскал (Morte Rictusgrin) — літаючий і дуже балакучий череп. Колись Морт зрадив одне з втілень Безіменного, за що і потрапив до пекла (Баатору), до Колони Черепів, куди після смерті потрапляють усі зрадники. Безіменний (Практичне втілення) витяг його з тієї Колони, сподіваючись на те, що голова може зберігати спільні знання всієї Колони, однак цього не сталося. Визволивши Морта, Безіменний взяв з нього клятву подорожувати разом, доки він не знайде свою смертність.
Дак'кон (Dak'kon) — належить до раси гітзерай, є послідовником духовного лідера своєї раси Зертімона, осягаючи його вчення разом з Безіменним. Згодом може з'ясуватися, що коло Зертімона, яке належить Дак'кону, було створено Практичним втіленням Безіменного, щоб утримати Дак'кона, пригніченого провиною за загибель свого міста, від смерті на бурхливому Плані Лімбо, де все навколишнє залежить лише від сили волі мешканців. У той же час, віра в себе надає твердість лезу Дак'кона, зробленому з «Карак'у» (один із видів матерії Плану Лімбо). Практичний пов'язав Дак'кона клятвою служити йому до самої смерті, не повідомивши йому, що він безсмертний. Відтоді вірний своєму слову гітзерай супроводжує безліч втілень Безсмертного.
Анна-з-Тіней (Annah-of-the-Shadows), тіфлінг (людина, серед предків якої були демони), названа дочка старого збирача трупів Фарода. Злодійка та воїн за професією. Відрізняється неабиякою спритністю. Приєднується до команди, коли Фарод посилає її показати Безіменному, де вона знайшла його мертве тіло. Може бути потай закохана в Безіменного.
Ігнус (Ignus) — божевільний маг-піроман. Досконало оволодівши магією вогню, спалив цілий район Сигіла, за що місцеві жителі прирекли його, як їм здавалося, на болісну смерть — відкрили у ньому постійний портал на елементальний План вогню, перетворивши живого Ігнуса на вічно палаючий смолоскип. Однак таким чином вони лише втілили головну мрію мага — злитися з улюбленою стихією. Ігнус вижив, але впав у кому, і один спритний ділок перетворив його на головну розвагу своєї таверни «Бар тліючого Трупа» (Smoldering Corpse Bar).
Пропаща Грейс (Fall-from-Grace) — демон-сукуб, всупереч своїй природі вона сповідує ідеали цнотливості та самовдосконалення. Жриця, що не вклоняється якомусь конкретному богові. Засновниця «борделю вдоволення інтелектуальних пристрастей» у Clerk's Ward. Грейс належить до хаотичної за природою раси демонів танар'рі, що ведуть нескінченну Війну Крові з расою законослухняних дияволів баатезу. Її мати-демониця продала дитину дияволам, очікуючи, що ті вб'ють маленьке демонятко. Проте її новий господар волів тримати її як рабиню. «Вихована» дияволами, Грейс багато ввібрала від їх законослухняного світогляду, але коли їй трапився шанс — виграла у господаря свою волю завдяки природженій схильності до імпровізації. Законослухняні дияволи не порушують свого слова, і Грейс справді звільнилася, але виявилася зрадженою усіма, ким тільки можна: дияволи сприймали її як кодло демонів, демони — як шпигунку дияволів, а всі інші — як уособлення зла. Грейс переросла обмеження зла, які були у неї від природи, але втратила зв'язок зі своїм корінням, що її нескінченно засмучує, і на честь цього вона взяла собі псевдонім, що дослівно перекладається як «Впала-в-Немилість».
Нордом (Nordom) — представник механічної раси модронов (клас квадрон), відрізаний від загального Джерела свідомості модронов у їхньому рідному Плані Порядку — Механусі. Нордом втратив зв'язок з Джерелом, коли експеримент, проведений модронами в побудованому ними лабіринті «Рубікон» у Плані Хаосу — Лімбо вийшов з-під контролю. У результаті, Нордом став модроном-«втікачем», тобто модроном «поза системою», але в той же час отримав свободу та індивідуальність. Має «залізну» логіку, трохи перекручену хаотичним впливом Лімбо. Вважає Безіменного «головним інженером» і беззаперечно йде за ним у його подорожах. Має два «інтелектуальні» арбалети, стріляючи із чотирьох рук.
Вейлор (Vhailor) — примарний воїн, легендарний член фракції Убивць Милосердя (Mercykillers). Безпосередньо пов'язаний із самою Справедливістю, яка дає йому силу боротися за неї. Одна з небагатьох істот у мультивсесвіті, що здатна знищити Безіменного. Зрозумівши це, Практичне втілення обманом заманило Вейлора в пастку і ув'язнило його в темниці, міркуючи, що його сила може коли-небудь стати в пригоді.

### Інші
Дейонарра (Deionarra) — дівчина, яку Практичне втілення свого часу використовувало, зокрема — її талант передбачення, що мав надати йому особливої допомоги в Фортеці Каяття. Воно ж і послало Дейонарру на смерть, щоб потім скористатися допомогою її привида.
Равель Заморочка (Ravel Puzzlewell) — Одна з Сестер Сірої Пустки. Втілене зло, посміла піти проти Пані Біль, за що і була ув'язнена в один з її Лабіринтів. За довгі сторіччя ув'язнення Равель знайшла вихід зі своєї в'язниці, але до цього моменту щось у ній змінилося настільки, що вона перетворила свій Лабіринт на особистий затишний куточок всесвіту, де стала чекати свого коханого Безіменного. З невідомої причини, в Сигілі присутні ще як мінімум три її «втілення», що лише частково усвідомлюють себе як «Равель» (можливо, це її «гілки» — «Сказано, що НІКОЛИ не вб'єш її, тому що її тіло, немов ожина — рубаєш гілку, а інша в цей час росте ще де-небудь через Плани»). Саме Равель розділила Безіменного з його смертністю.
Незрівняний (Transcendent One) — загадкова істота, що невпинно переслідує Безіменного. Майже наприкінці гри з'ясовується, що він — смертність Безіменного, відділена від нього сірою відьмою Равель. Колись він був частиною Безіменного, але тепер Незрівняний хоче жити своїм життям. Звідси його прагнення знищити пам'ять Безіменного (вбиваючи його знову і знову) і замести всі сліди, що ведуть до Фортеці Каяття, у якій він мешкає.
Тріас-Зрадник (Trias the Betrayer) — грішний янгол-дева. Вважає, що якщо мета — добро, то вона виправдовує будь-які засоби. Ув'язнений у Карцері за спробу зупинити Війну Крові втручанням у неї Небесного Воїнства.
Пані Біль (Her Serenity our Lady of Pain) — таємнича повелителька Сигіла, яка дбає про нього і підтримує баланс сил у місті. Одна з небагатьох істот, здатних повністю знищити Безіменного, якщо її розсердити (наприклад, надміру поклоняючись їй). Має величезну силу, здатна знищувати навіть богів. Равель Заморочка вважала, що все місто Сигіл є клітка Пані Болі, яку вона не може (або не хоче) залишити.

## Геймплей
Бої зазвичай відбуваються у реальному часі, але, налаштувавши паузи, їх можна перетворити на по-ходові: гра автоматично зупинятиметься після дій супротивника або після поранення. Однак бій — це лише засіб виконання поставленого завдання. Розмовами можна скоротити кількість бійок до мінімуму, і перш ніж нападати слід кілька раз подумати, адже вбивши якого-небудь персонажа можна не отримати цінні речі, досвід тощо. Розмови мають кілька варіантів продовження, деякі з них можуть бути недоступні залежно від обраного характеру героя, його якостей чи попередніх подій. Події розвиваються по-різному залежно від того, на чий бік встає гравець.
Значна роль у грі належить магії (зокрема, у бою). Магія існує у вигляді заклинань. Близько половини з них взято з AD&D, інші було придумано наново.

## Графіка
Гра має найкращу ізометричну спрайтову графіку, серед тих, що не застосовують можливостей 3D-прискорювачів (640×480, 16 bit). Всі об'єкти детально намальовано вручну, а не зібрано з примітивів. Рухи персонажів більш плавні, ніж скажімо у Baldur's Gate, Diablo чи Fallout. Чудово виглядає чаклування. Зображення доволі реалістичні, але дуже похмурі. Відчуття радості від високої якості зображення не виникає, тому що тут немає приємних для очей пейзажів. Створюється враження, що Planescape — «це якісно намальований смітник, де випадково мешкають люди, що невідомо як там опинилися». Втім, така атмосфера повністю відповідає ігровому світу «поганих та божевільних», про який ідеться. Гравець швидко розуміє, що йому тут ніхто особливо не радий.

## Озвучували
- Майкл Т. Вейсс — Безіменний (The Nameless One)
- Роб Полсен — Морт зубоскал (Morte Rictusgrin)
- Дженніфер Хейл — Пропаща Грейс (Fall-from-Grace)і Дейонарра(Deionarra)
- Шина Істон — Анна-з-Тіней (Annah-of-the-Shadows)
- Мітч Піллегі — Дак'кон (Dak'kon)
- Чарльз Едлер — Ігнус (Ignus)
- Роджер Бампесс — Strahan Runeshadow
- Ден Кастелланета — Нордом (Nordom)
- Фло Ді Ре — Ревел Паззлвелл (Ravel Puzzlewell)
- Тоні Джей — Трансцендентний (Transcendent One)
- Джон де Ленсі — Тріас (Trias)
- Кейт Девід — Вейлор (Vhailor)

## Цікаві факти
- «Planescape: Torment» відзначається обсягом тексту діалогів у грі. За оцінками авторів, у ній майже мільйон слів. Існує думка, що така велика кількість діалогів могла відвернути деяких потенційних гравців, які зрозуміли що геймплей часто зводиться до вирішення завдань через вибір реплік у діалогах замість боїв. У грі всього чотири обов'язкові битви, інших можна уникнути розмовами або хитрощами.
- За мотивами гри було видано книгу. Вона була написана до закінчення робіт над сценарієм гри, тому сюжетні лінії не збігаються. Шанувальники гри в основному відреагували на книгу негативно.
- До дня Святого Патріка і Великодня 2000 рік, розробники випустили два цікаві патчі: один перетворював Анну на лепрекона, інший — Морта на писанку.
- На коробці «Planescape: Torment» зображено загримоване обличчя одного з авторів гри, Гвідо Хенкеля.
- Майкл Вайсс озвучив Безіменного, а також виконав головну роль в серіалі The Pretender.
- Гра ґрунтується на рольовій системі AD&D з деякими змінами. Наприклад, головний герой на кожному рівні отримує одне додаткове очко статистики, що дозволяє підняти деякі характеристики до «надлюдських», за міркою цієї рольової системи (тобто, величин більших 18).
- У вересні 2010 року, більш ніж через десять років після випуску, гра знову надійшла у продаж[7].
- Існує комікс за світом Planescape «Єдність Перснів»[8], який Wizards of the Coast мали випустити друком спільно з TSR. Inc. і DC Comics, але в зв'язку з тим, що TSR перестали випускати комікси, творці врешті опублікували комікс у вільному доступі на сайті компанії.